# Emile Christian

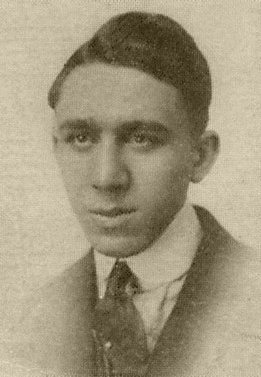
Emile Christian, 1918

Emile Joseph Christian (* 20. April 1895 in New Orleans; † 3. Dezember 1973 ebenda) war ein US-amerikanischer New-Orleans-Jazz-Musiker (Posaune, Kontrabass, Kornett) und Komponist.
Emile Christian stammt aus einer musikalischen Familie im New Orleanser Stadtviertel Bywater; sein Bruder war der Trompeter und Bandleader Frank Christian. Emile Christian begann seine Karriere mit seinen Brüdern in lokalen Bands, so spielte er sowohl Kornett als auch Posaune in den Bands von Papa Jack Laine und Alfred Baby Laine. Er leitete eine erste eigene Gruppe und spielte bis 1917 in der Band seines Bruders Frank, bevor er Ende 1917 nach Chicago zog. Dort war er als Posaunist in Bert Kellys Jass Band. 1918 ging er nach New York City und ersetzte Eddie Edwards in der Original Dixieland Jass Band, mit der er durch England tourte. Zum Repertoire der Band trug er den Titel „Satanic Blues“ bei; mit ihr machte er auch seine ersten Plattenaufnahmen.
Nach kurzer Mitgliedschaft bei den Original Memphis Five kehrte er nach Europa zurück, wo er Mitte der 1930er Jahre mit verschiedenen Jazzbands in Berlin (wo auch Aufnahmen entstanden), Paris und anderen Städten arbeitete. Nach Jahren in Europa und Indien, wo er 1936 mit Leon Abbey spielte, kehrte er nach Ausbruch des Zweiten Weltkrieges 1939 nach New York zurück. In den 1950er Jahren zog er wieder nach New Orleans und spielte in den Bands von Leon Prima, Santo Pecora, Sharkey Bonano und mit einer eigenen Formation. 1957 ging er mit der Band von Louis Prima auf Tournee. Er war noch bis 1969 als Musiker in New Orleans aktiv, spielte aber meist Kontrabass.
Emile Christian schrieb neben dem „Satanic Blues“, auch die Titel „Meet Me At the Green Goose“ und „Mardi Gras Parade“.

## Diskographische Hinweise
- Emile Christian and His New Orleans Jazz Band (Southland, 1958)